# Comuna Viiratsi
Viiratsi este o comună (vald) din Județul Viljandi, Estonia.
1. ↑  KOV pindalad (în estonă), Eesti Linnade ja Valdade Liit[*], accesat în 15 octombrie 2018